# Lars Daniel Gunnestad
Lars Daniel Gunnestad (ur. 29 października 1991 w Lier) – norweski żużlowiec.

## Życiorys

### Kariera sportowa
Reprezentant Norwegii w eliminacjach indywidualnych mistrzostwach świata juniorów (2009) oraz indywidualnych mistrzostwach Europy juniorów (2009, 2010).
W 2009 r. podpisał w lidze polskiej kontrakt z klubem KM Ostrów, nie wystąpił jednak w żadnym ligowym meczu.

### Życie prywatne
Syn Larsa Gunnestada, również żużlowca.

## Osiągnięcia
Mistrzostwa Norwegii na żużlu:
- indywidualne – 2 medale (złoty – 2011; brązowy – 2010),
- drużynowe – 2 medale (złote – 2010, 2011),
- par – 2 medale (złoty – 2011; srebrny – 2009).